# Alexander Nevskij-katedralen, Tallinn
För den evangelisk-lutherska domkyrkan på Domberget, se Tallinns domkyrka.
Alexander Nevskij-katedralen (estniska: Aleksander Nevski katedraal) är en estnisk-ortodox katedral belägen på Domberget i Tallinn, i landskapet Harjumaa i Estland.
Katedralen tillhör Estnisk-ortodoxa kristna kyrkan (under Moskvapatriarkatet).

## Historik
Alexander Nevskij-katedralen började att byggas år 1894 och stod färdig 1900. Den byggdes mittemot Dombergets slott som i dag utgör Estlands parlamentsbyggnad, vilket av ester setts som ett uttryck för rysk maktdemonstration. 
Under landets första självständiga tid mellan världskrigen fördes det diskussioner om att riva byggnaden och flertalet arkitekter kom med ritningar till andra byggnader man kunde ersätta kyrkan med, men inget beslut om rivning blev taget.

## Bilder

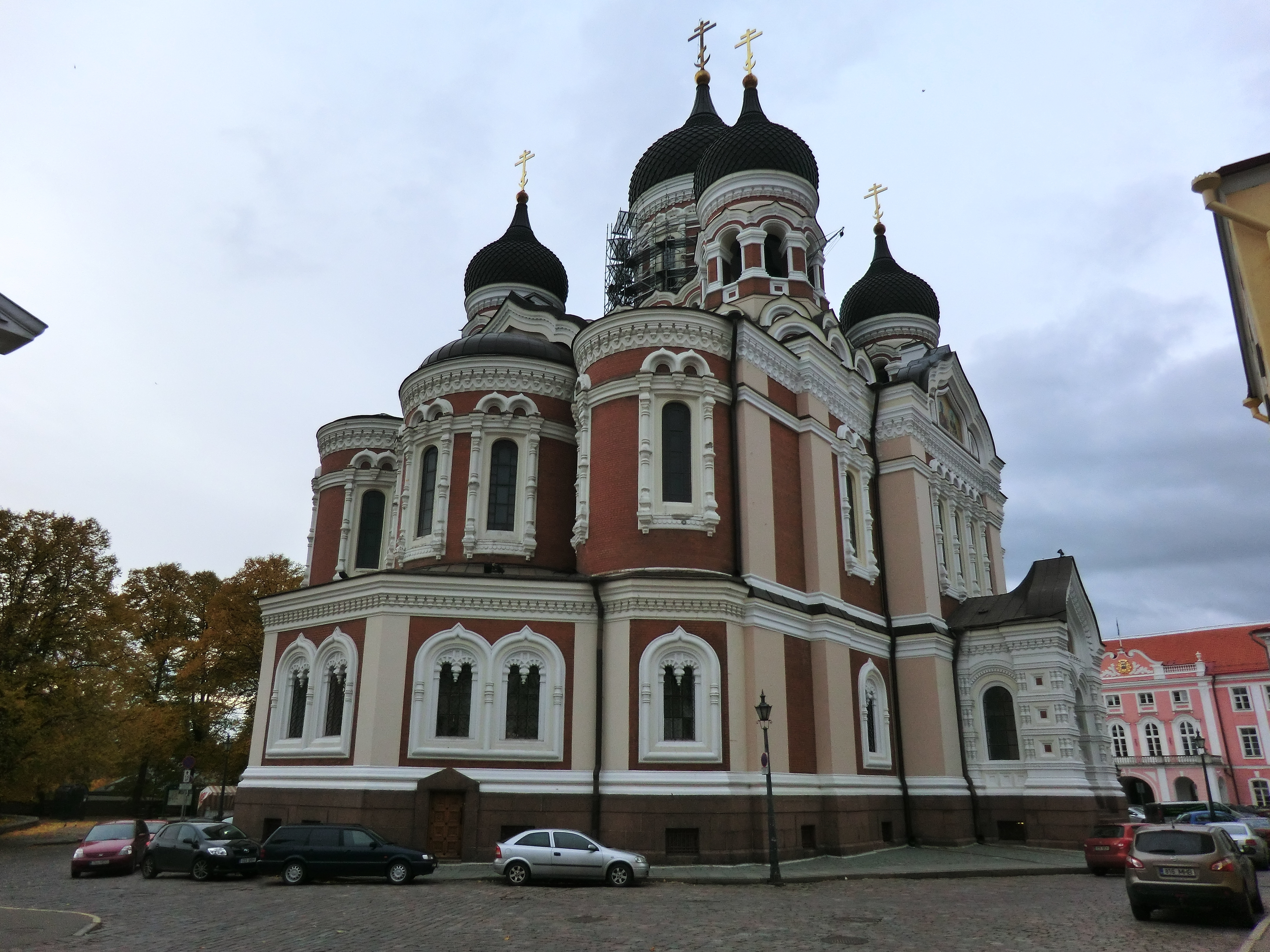
Baksidan.
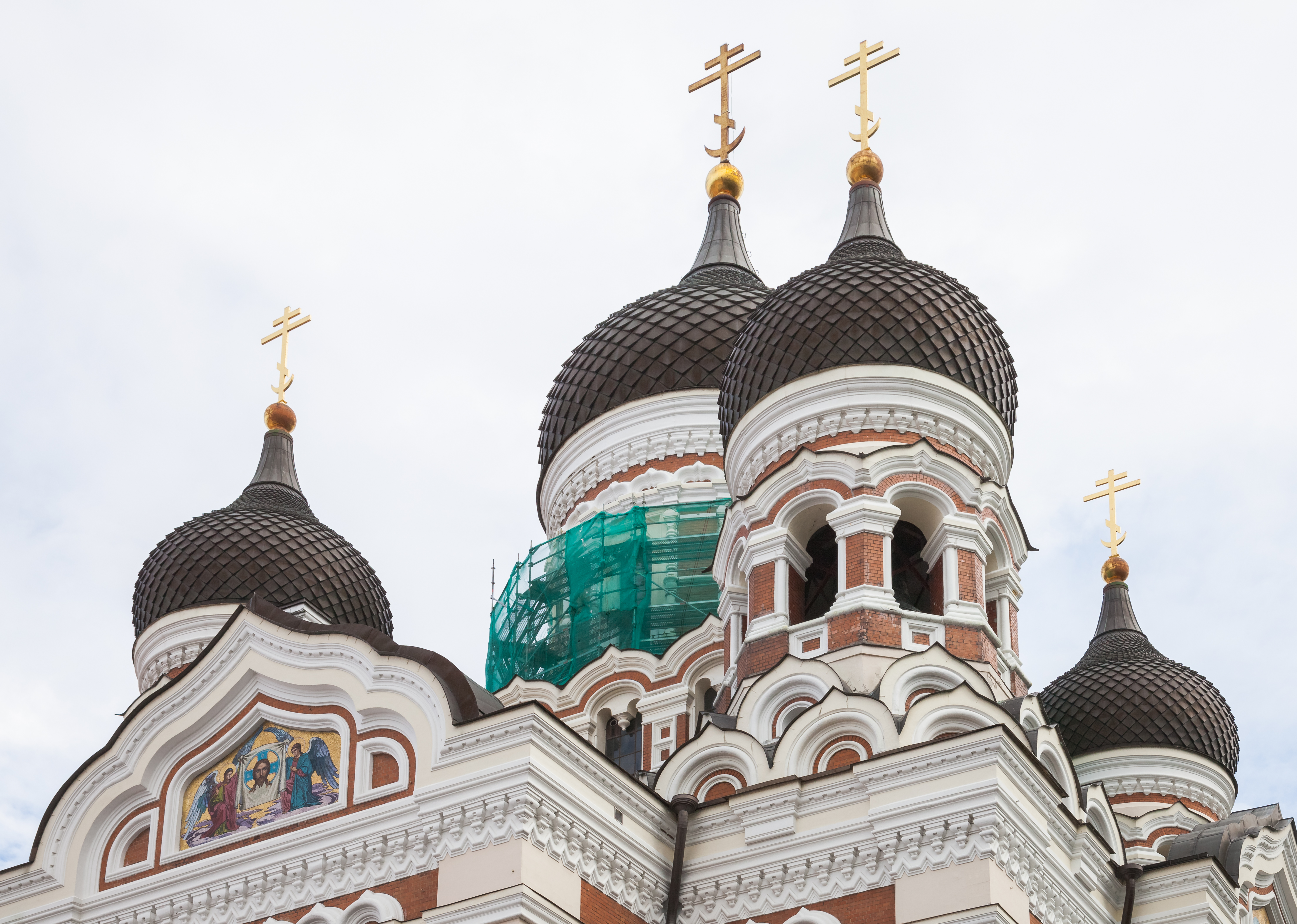
Närmare bild på fasaden och kupolerna.
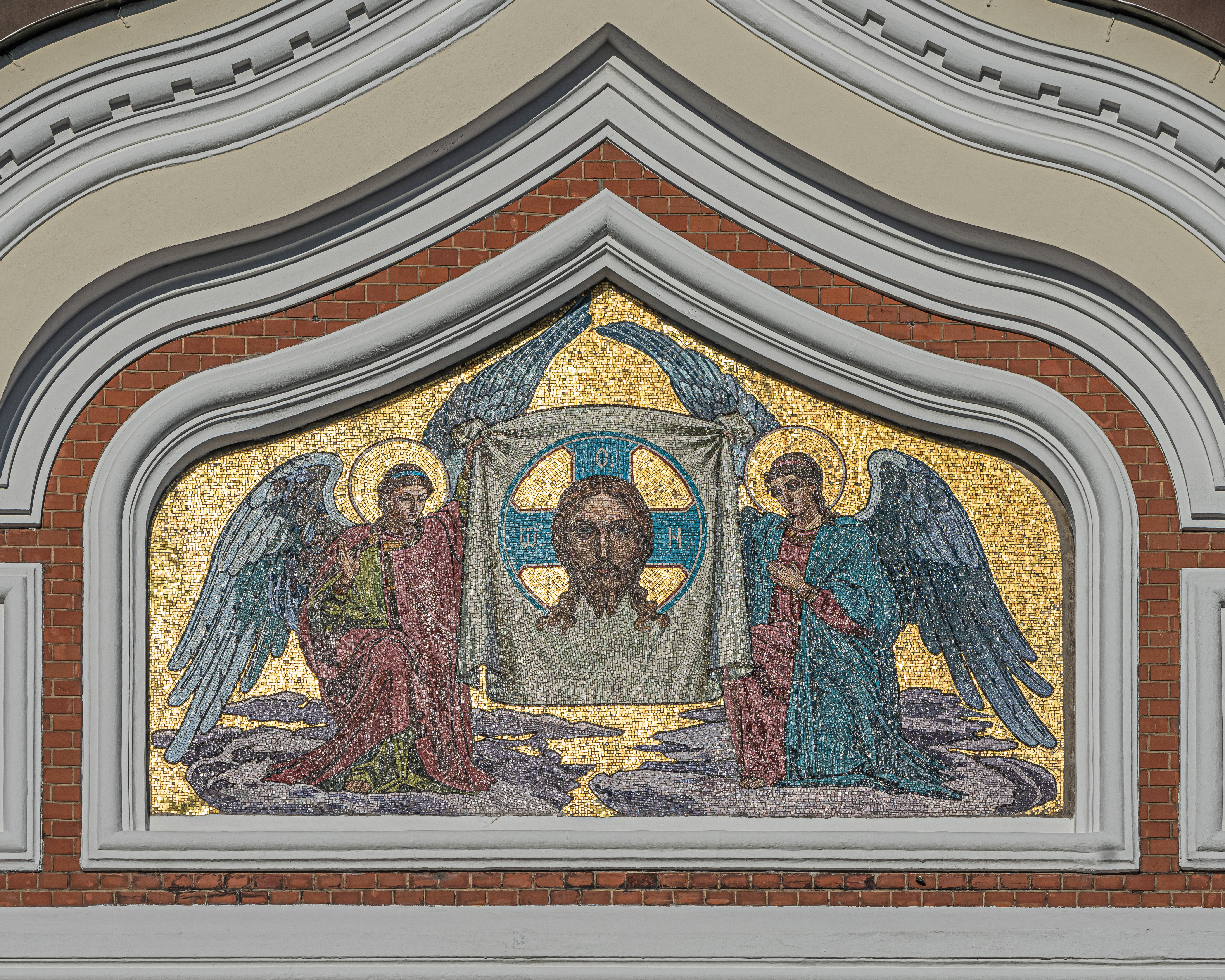
Mosaik på fasaden.
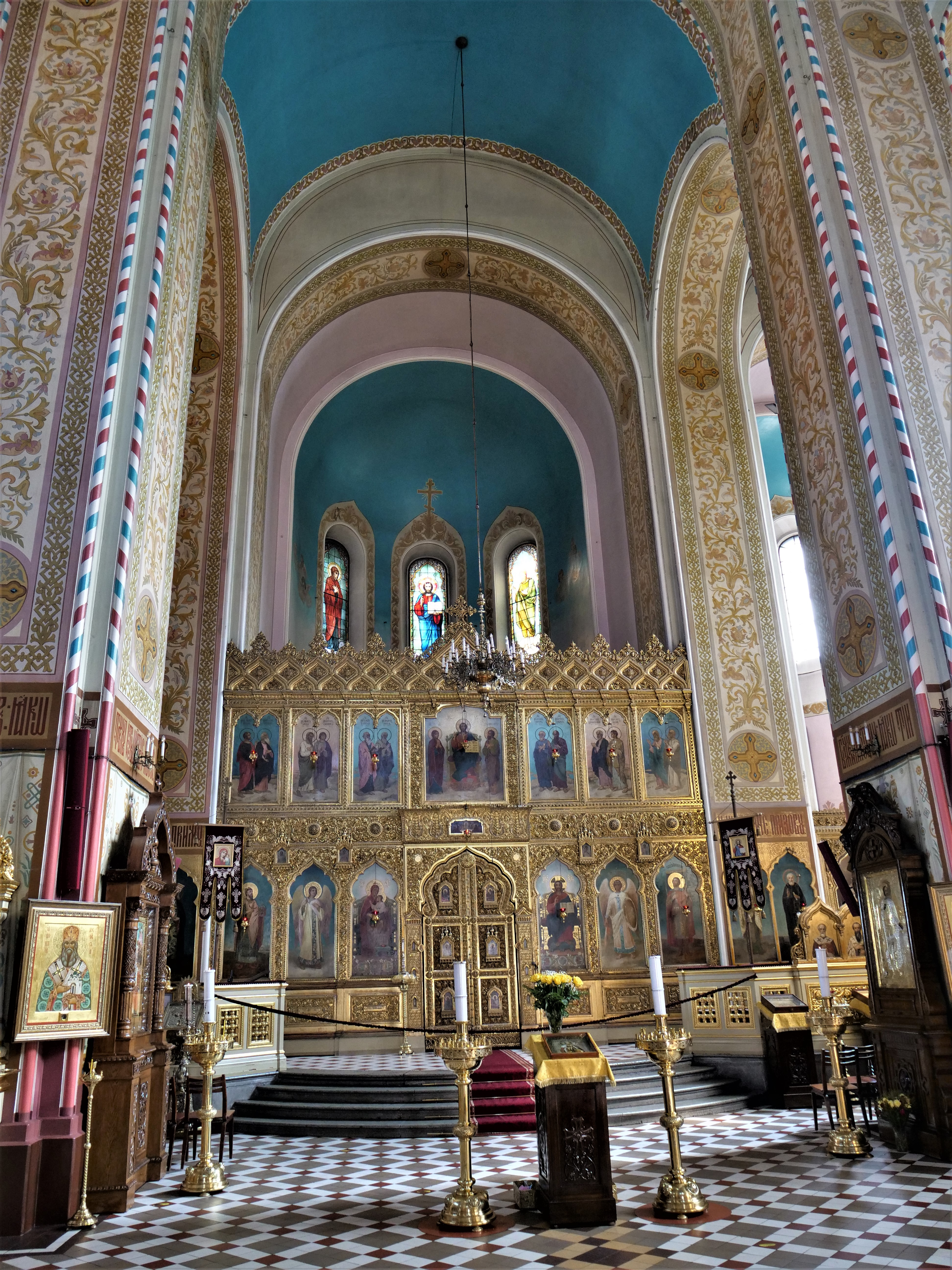
Katedralens interiör.
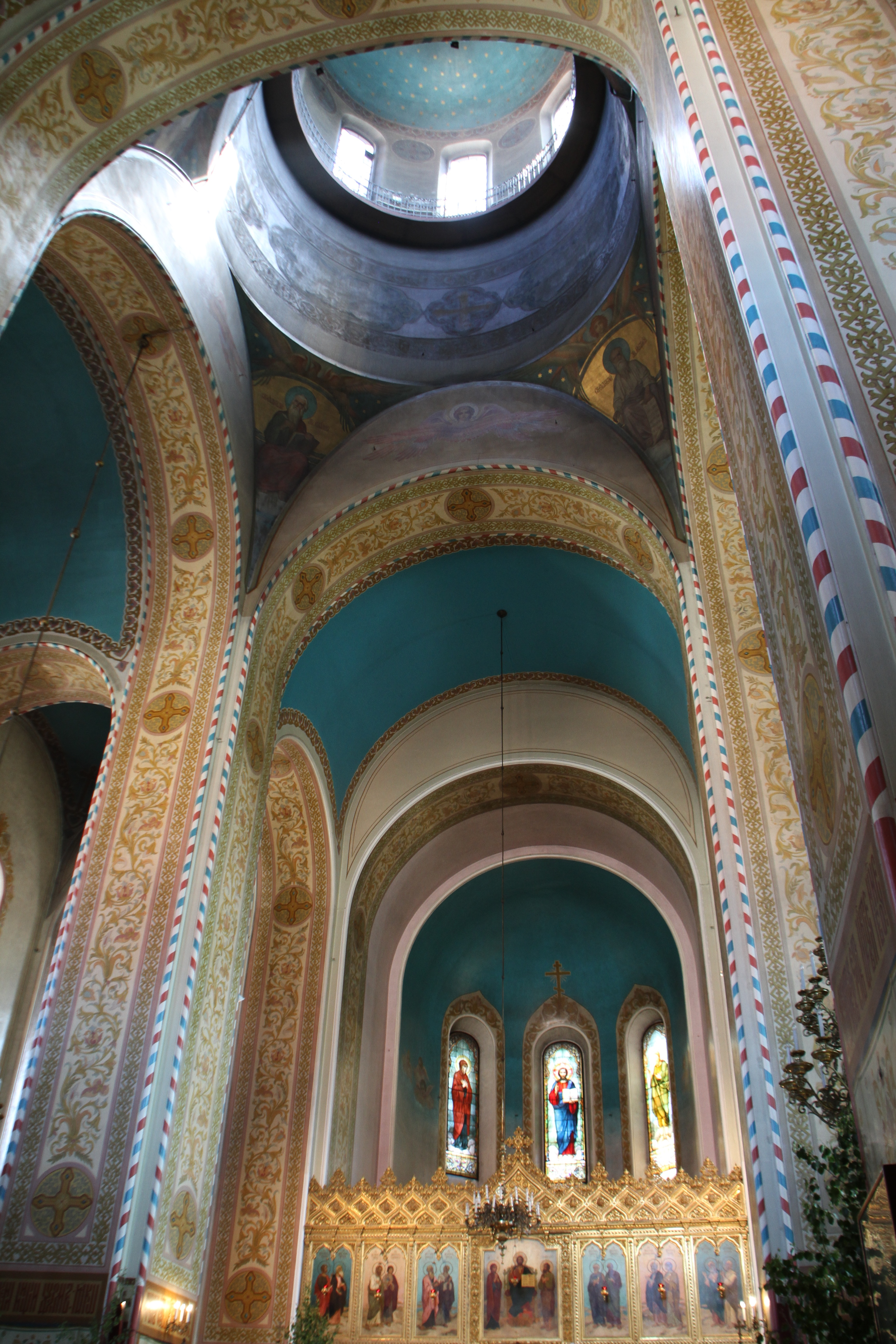
Interiör.